# Luis Stazo
Luis Stazo (Buenos Aires, 21 de junio de 1930-Alemania, 21 de marzo de 2016)  fue un reconocido bandoneonista, compositor y director de orquesta argentino, considerado una importante figura vinculada a la música de tango.
Actuó desde muy joven como bandoneonista junto a figuras relevantes del tango e integró prestigiosos conjuntos dedicados al género. Se destacó también como compositor y arreglador, labor esta última desde la que apoyó a conocidos cantantes.
Desde 1973 fue cofundador y codirector del conjunto Sexteto Mayor, retirándose en 2005 poco después de la muerte del cofundador José Libertella. Fijó su residencia en Alemania y prosiguió su actividad en otros conjuntos como el Trío Stazo y el Stazo Mayor, con los que siguió haciendo presentaciones en diferentes escenarios del mundo.

## Primeros años
Advirtiendo su inclinación por la música, además de enviarlo a la escuela primaria sus padres, lo encomendaron a la edad de 7 años al maestro Tomás Martucci para que aprendiera música y el manejo del bandoneón.
En 1940 ―a los 10 años― integró una orquesta juvenil, en la que también estaban Julián Plaza y Ernesto Franco. En los carnavales de 1941 actuó en cines de barrios en un dúo de bandoneones con Oscar Bassil dentro de la comparsa Los Chafalotes, constituyéndose en su número de mayor atracción.

## Debut profesional
A los 18 años debutó profesionalmente en la orquesta del bandoneonista Jorge Argentino Fernández y trabajó luego en los conjuntos de Juan Carlos Cobián, Lucio Demare, Osmar Maderna, Toto Rodríguez, Argentino Galván (como solista en 1949), Armando Lacava y Francisco Rotundo.
En 1959 ingresó a la orquesta de Alfredo de Ángelis en la que permaneció hasta 1965. Entre 1961 y 1963 integró un trío con Armando Cupo y Mario Monteleone para acompañar a Roberto Goyeneche, con el que llegó posteriormente a grabar en Montevideo (Uruguay).
En 1965 compartió con Orlando Trípodi la fundación de la agrupación Los Siete del Tango, en la que siguió hasta 1969 como bandoneonista, coarreglador y codirector. También participó en la fundación de La Casa del Tango, realizada el 18 de septiembre de 1967, en la que colaboró como músico y como directivo y en 1970, organizó y dirigió la gran orquesta que actuó en el Luna Park, festejando el tercer aniversario de la institución.
En 1975 con el auspicio de Ben Molar, y junto a Ernesto Sabato, Luis Stazo dirigió una orquesta integrada por José Libertella, Mario Abramovich, Enrique Mario Francini, Aquiles Roggero, Armando Cupo, Lacuna, Lalli, Mauricio Mise, Omar Murtagh y Eduardo Walczak. En ella además actuaron como solistas Armando Pontier, Osvaldo Pugliese, Horacio Salgán, Cacho Tirao, Leopoldo Federico, Osvaldo Baffa, José Colángelo, Ubaldo de Lío, Fernando Suárez Paz y Bajour, Grabaron siete tangos instrumentales y otros siete con letras de Cátulo Castillo, José María Contursi, Florencio Escardó, Ulyses Petit de Murat, Ernesto Sabato,
Díaz Vélez y Francisco García Jiménez. Las voces fueron las de
Marcelo Biondini, Mabel Mabel, José Antonio López, Rodolfo Morales, Silvia Laura y Mario Saladino.

## Fundación del Sexteto Mayor
Fue fundador con José Libertella el 23 de abril de 1973 del famoso conjunto Sexteto Mayor, donde cumplió funciones de director, arreglador y bandoneonista.
El conjunto se caracterizó por realizar giras por el mundo entre diez y once meses por año, lo que lo ha llevado a ser considerado el conjunto de tango argentino más famoso del mundo. Ha recibido numerosos premios y fue el primer conjunto argentino en ganar el Grammy Latino en 2003.
En 1981 tuvo repercusión mundial su actuación en la inauguración de Trottoirs de Buenos Aires, en París, con la presencia, entre otras figuras, de Julio Cortázar, Yves Montand y Paloma Picasso. A fines de octubre de 1985 alcanzaron consagración total con el espectáculo Tango Argentino en Broadway en el Teatro Mark Hellinger en una temporada que, prevista para seis semanas, se prolongó por seis meses.
En los primeros días de 1993 estrenaron el espectáculo Tango Pasión en el Coconut Grave de Miami y a continuación actuación en Broadway para luego seguir en mayo con el espectáculo en el teatro Deutsches de Múnich. En 1996 realizaron una extensa gira por distintos países de Europa, incluyendo Finlandia, San Petersburgo, Moscú y Asia, en Hong Kong y Singapur, con un total de 264 funciones. En 1997 hubo otra extensa gira por Europa que incluyó Atenas, Salónica, Rodas y Estambul y por Asia en Taiwán y Japón, con un total de 237 funciones. En 2001 presentaron el espectáculo De Gardel a Piazzolla en Santiago de Chile. En el 2002 hicieron giras por Europa se presentaron en Beirut y a continuación en Estados Unidos. En 2003 realizaron un concierto de apertura en el conocido teatro Concertgebouw de Ámsterdam y actuaron en el Musichalle Theater de Hamburgo.
Stazo participó en los siguientes espectáculos del Sexteto Mayor:
- Una noche en Buenos Aires
- Trottoirs de Buenos Aires
- Tango Argentino
- Todo al 17
- Tangomanía
- Tango Pasión
- De Gardel a Piazzolla.

Stazo y Libertella le dieron al Sexteto Mayor el mismo formato orquestal usado por Julio De Caro cuando renovó el tango en los años 1920, compuesta por dos bandoneones, dos violines, piano y contrabajo. Con excelentes arreglos musicales su repertorio de tango instrumental que va desde los tangos clásicos a los de autores contemporáneos, lo ha hecho famoso en todo el mundo con un incomparable sonido que lo hace sonar como una orquesta.
Stazo se retiró del conjunto en enero de 2005 poco después de la muerte de José Libertella para fijar su residencia en Berlín y proseguir su actividad en el Trío Stazo Mayor, junto al experimentado guitarrista Coco Nelegatti y al talentoso contrabajista alemán Kaspar Domke.
Casi hasta la fecha de su deceso ocurrido el 21 de marzo de 2016, dirigió el conjunto Stazo Mayor integrado por Luis Stazo y Christian Gerber en bandoneones, Cásar Nigro en guitarra, Kaspar Domke en contrabajo, Pablo Woizinski en piano y Bernhard von der Gabelentz en violín.
Con su nuevo Sexteto Stazo Mayor grabó el CD Tango con pasión y debutó con el espectáculo Tango Pasión – El último tango el 19 de diciembre de 2008 en el teatro Champs-Elysees en París.

## Labor como arreglador
Stazo trabajó intensamente como arreglador. Comenzó en esa función para la orquesta Armando Lacava-Ángel Vargas, luego para Alfredo de Ángelis, Cupo-Morán, Francisco Rotundo, Leo Lípesker y también como apoyo de cantantes de prestigio como Ángel Vargas, Alberto Marino, Argentino Ledesma, Rosanna Falasca, Guillermo Fernández, Alberto Podestá, Enrique Dumas, Claudio Bergé, Carmen Duval, Roberto Echagüe, Rodolfo Lesica, Lalo Martel, Blanca Mooney, Tito Reyes, Beatriz Suárez Paz, Graciela Susana y Gloria Vélez, Monica Lander entre otros. También hizo arreglos musicales para el Sexteto Mayor y continuó haciéndolos en su etapa posterior.

## Composiciones
- A don Julio De Caro (con Ernesto Baffa).
- A la orden (con Armando Cupo).
- A mi Esposa (para Manuela ).
- Afectuosamente (con Orlando Trípodi).
- Al aire libre (letra de Héctor Negro).
- Amor de verano (letra de Federico Silva).
- Argentino Galván (con Orlando Trípodi).
- Ayer escribí en el viento (letra de Federico Silva).
- Bajo mi piel (con Rosanna Falasca).
- Bien moderna (con Armando Cupo).
- ¿Cuál de los dos? (letra de Enrique Cadícamo).
- Cuando habla el bandoneón (con Jorge Caldara).
- De moño (con Mario Abramovich).
- Del 73 (con Armando Cupo).
- Dios fue de vos (letra de Julián Centeya).
- Entre dos (con Orlando Trípodi).
- Mi bandoneón y yo (con Jorge Caldara).
- No nos veremos más (letra de Federico Silva).
- Orgullo tanguero (letra de Enrique Cadícamo).
- Por derecha (con Víctor Lamanna).
- Preludio a Francini (con Mario Abramovich).
- Rosita.
- Un tono de azul (con Julio De Caro).
- Ya vuelvo (letra de Federico Silva).
- Quiero impregnarme en tu piel (con Mónica Lander)
- Yo te desafió (Con Mónica Lander)
- Mi dulce Niña (Con Mónica Lander)